# 国家万神殿 (多米尼加)
国家万神殿（Panteón Nacional）由西班牙人杰罗尼莫·奎扎达·加森（Geronimo Quezada y Gauss）建于1714年至1746年，最初是一座耶稣会教堂。采用新古典主义-文艺复兴风格。今天，这座建筑是多米尼加共和国的国家象征，是共和国最受尊敬公民的最后安息地。

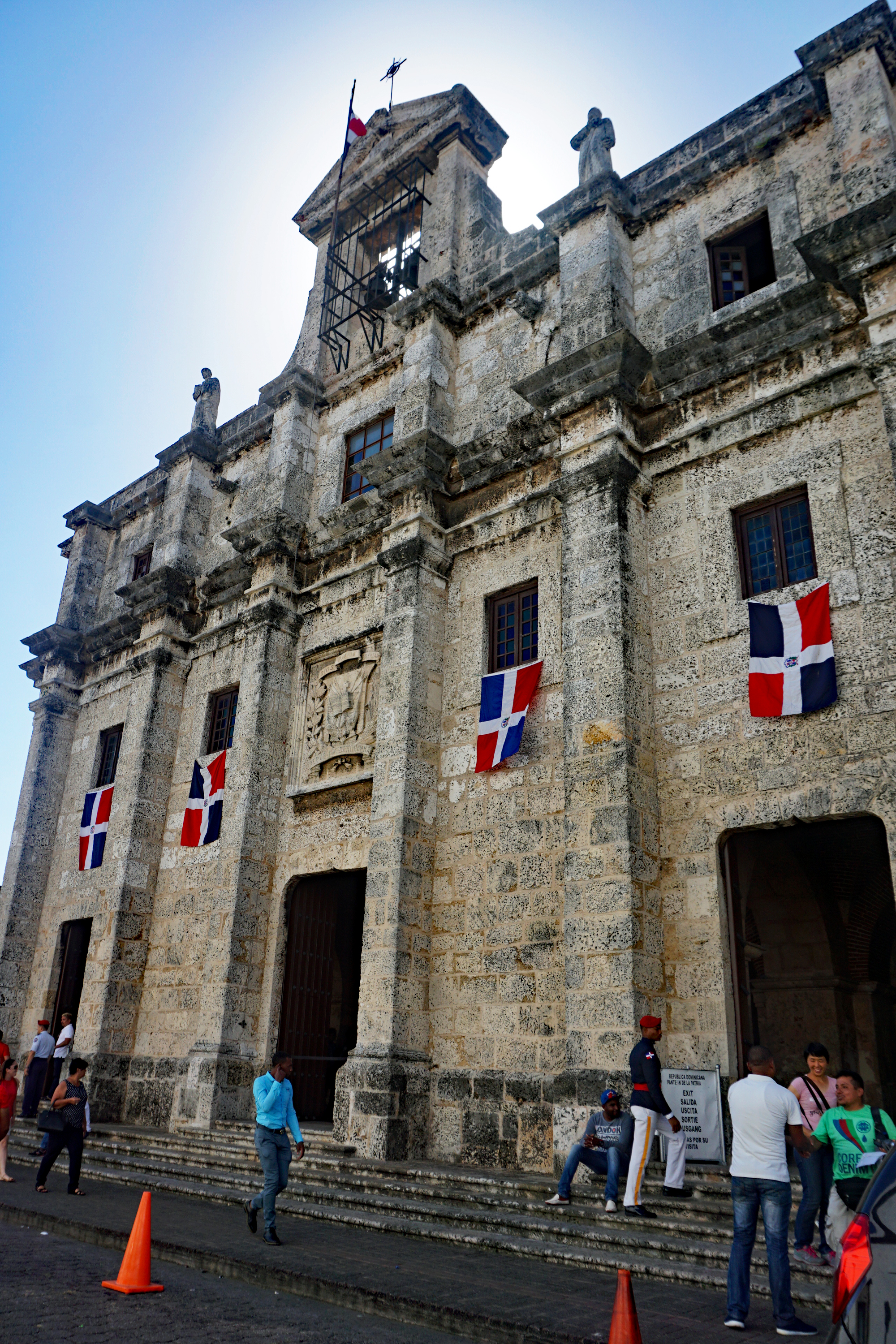
Entrance of the pantheon